# Șeredeiu
Șeredeiu – wieś w Rumunii, w okręgu Sălaj, w gminie Horoatu Crasnei. W 2011 roku liczyła 238 mieszkańców.